# 6717 Antal
6717 Antal è un asteroide della fascia principale. Scoperto nel 1990, presenta un'orbita caratterizzata da un semiasse maggiore pari a 2,8100812 au e da un'eccentricità di 0,2370714, inclinata di 6,37484° rispetto all'eclittica.
L'asteroide è dedicato all'stronomo slovacco Milan Antal.